# Ідеограма
Ідеограма — нефонетичний писемний знак, що передає, на відміну від букви, не звук певної мови, а ціле слово або його корінь. Наприклад, давньоєгипетські чи китайські ієрогліфи.
Ідеограмами також вважають образотворчі композиції, в яких ціле або окремі елементи несуть виражений у знаках поняттєвий зміст: емблеми, герби, монети, ордени і медалі. Однак у широкому сенсі під ідеограмами розуміється тип зображення з активним образно-символічним підтекстом.
Цифри та математичні символи є ідеограмами – 1 'один', 2 'два', + 'плюс', = 'дорівнює', і так далі. В англійській мові Амперсанд & використовується для «і», «та»,  і (як у багатьох мовах) для латинського et (як &c дляet cetera), % для 'відсотка', № для 'номер', § для 'розділ', $ для 'долар', € для 'євро', £ для 'фунт', ₴ для 'гривня', ° для 'градус', @ для '"собачки"', і так далі. Причина, по якій вони є ідеограмами, а не логограмами, полягає в тому, що вони не позначають фіксовані морфеми: їх можна читати багатьма різними мовами. Не завжди існує лише один спосіб прочитати їх, і в деяких випадках вони читаються як складна фраза, а не окреме слово.